# Kastell Burghöfe

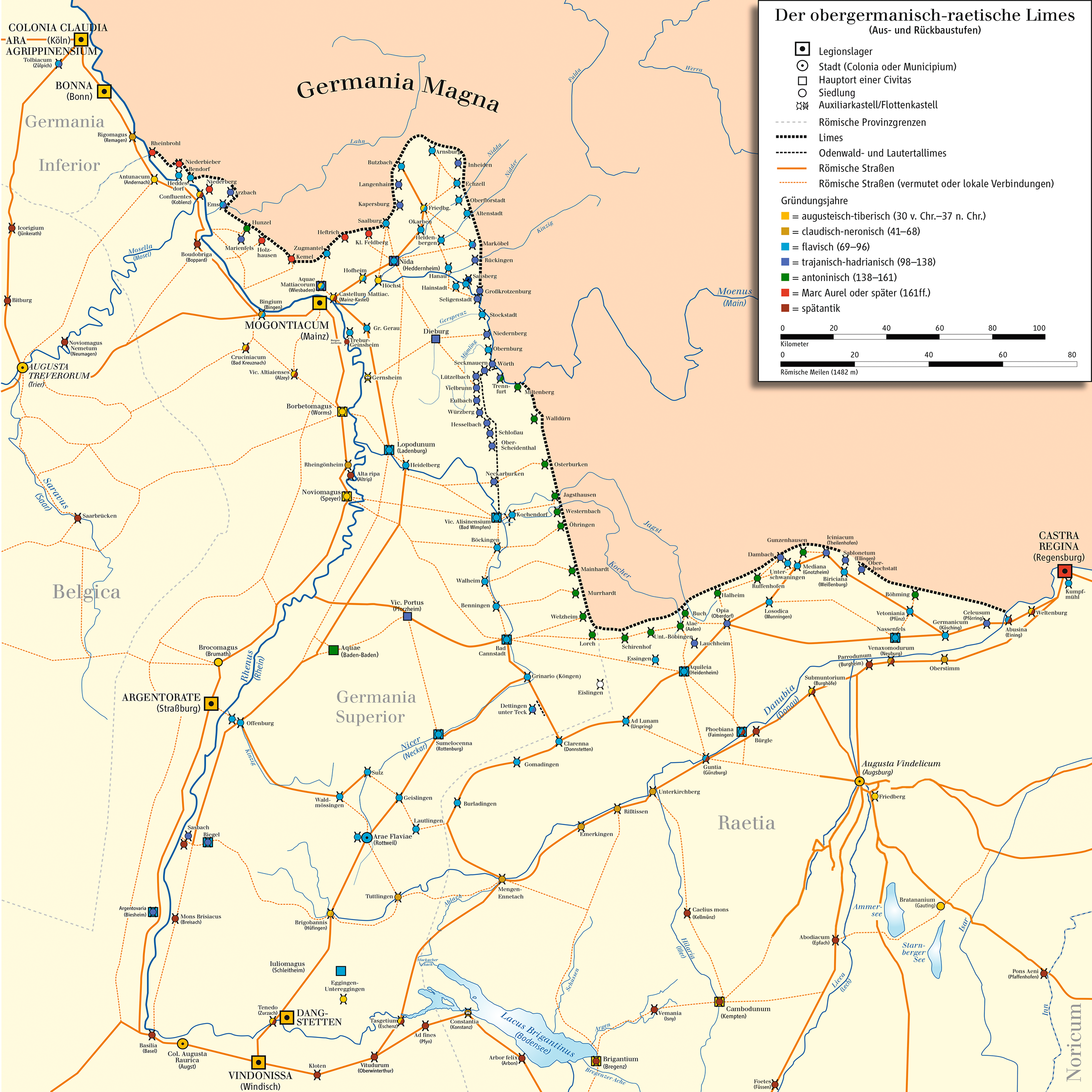
Die Lage des Kastells an der Donau

Kastell Burghöfe, lateinisch Submuntorium und auch Summuntorium,  war ein römisches Kastell bei Burghöfe in der heutigen Gemeinde Mertingen im Landkreis Donau-Ries in Bayerisch-Schwaben. Das Kastell wurde in der römischen Provinz Raetia gegründet und lag rund 35 Kilometer nördlich von deren Hauptstadt Augusta Vindelicum (Augsburg). Oberirdisch sind heute keine Reste der Befestigung mehr sichtbar.

## Name und Quellen
Die erste Nennung findet sich unter dem Namen Summuntorium im 3. Jahrhundert im Itinerarium Antonini. In der spätantiken Notitia dignitatum werden das Kastell unter dem Namen Submuntorium und die dort stationierten Truppeneinheiten, eine Abteilung der Legio III Italica unter einem Präfekten sowie die Equites stablesiani iuniores, angeführt.

## Forschungsgeschichte
Im Jahr 1906 identifizierte der Archäologe Friedrich Winkelmann (1852–1934) Burghöfe mit dem antiken Submuntorium. Anschließend beschäftigte sich Paul Reinecke (1872–1958) im Jahr 1920 erstmals ausführlich mit dem Fundplatz. Eine erste Ausgrabung fand 1925 durch Ludwig Ohlenroth (1892–1959) statt, die Bearbeitung durch Günter Ulbert (1930–2021) wurde 1959 publiziert.
Seit 1982 wurde das Kastellareal durch intensive Befliegungen luftbildarchäologisch beobachtet, um ein umfassendes Bild der erkennbaren archäologischen Strukturen für die Forschung auswertbar zu machen. Das zum Kastell gehörende Lagerdorf, der Vicus, blieb jedoch offenbar aufgrund der hohen Sedimentation durch erodierendes Material von der erhöht liegenden Garnison unentdeckt.
In den Jahren 2001 und 2003 führte das Institut für Vor- und frühgeschichtliche Archäologie und Provinzialrömische Archäologie der Universität München in enger Zusammenarbeit mit dem Bayerischen Landesamt für Denkmalpflege großflächige geophysikalische Untersuchungen mittels verschiedener Methoden durch. Ziel war es, einen umfassenden Gesamtplan der militärischen Anlagen sowie der zivilen Strukturen des Lagerdorfes anzulegen. Nachdem das zu prospektierende Gelände seit 2001 größtenteils als Brache genutzt wurde, stand einer uneingeschränkten Nutzung nichts im Wege. Nun gelang es, den gesuchten Vicus in einer Mulde zwischen dem Kastell und der nächsten Anhöhe zu dokumentieren. Da die älteren Luftbilder vom Garnisonsort teils viele Details wiedergaben, die den geophysikalischen Methoden verborgen blieben, wurde der angestrebte Plan aus einer Kombination der verschiedenen Untersuchungstechniken erstellt.
Eine im August 2001 angesetzte Testgrabung brachte wichtige Ergebnisse. Danach konnte ab Mai 2003 ein zunächst zweijähriges Forschungsprojekt angesetzt werden, das unter der Projektleitung des Archäologen Michael Mackensen stand. Nach 2003 wurde auch in den Sommern 2004 und 2007 auf einer Fläche von über 900 Quadratmetern gegraben. Zusätzlich fand 2005 eine Feldbegehung statt. Die Abschlusspublikation dieser Grabungskampagnen wurden 2009 und 2013 vorgelegt.

## Baugeschichte
In tiberisch-claudischer Zeit entstand hier ein erstes Kastell (Auxiliarlager) des obergermanisch-rätischen Limes auf einem Hochterrassensporn über der Schmutter, kurz bevor diese in die Donau mündet. An der Schmuttermündung bei Donauwörth lag in römischer Zeit der nördliche Endpunkt der Via Claudia Augusta. Um 300 wurde etwas östlich davon ein Kastell des spätantiken Donau-Iller-Rhein-Limes errichtet, das bis in die erste Hälfte des 5. Jahrhunderts belegt war. Im Mittelalter stand an dieser Stelle die Burg Turenberc.

## Funde
Aus Burghöfe stammen eine Reihe von Steinfunden, darunter eine 1921 gefundene fragmentarische Statue des Mercurius, ein 1968 entdeckter Votivaltar für Apollon sowie ein Miniatur-Votivaltar für Mars. Hinzu kommen eine Reihe von Steininschriften sowie ein auf das Jahr 140 datiertes bronzenes Militärdiplom.
Die Zahl der bei Geländebegehungen aufgelesenen Bronzekleinfunde geht in die Tausende.